# Oh! Mother Russia
Oh! Mother Russia es un álbum recopilatorio de la banda de rock española Dover. Fue publicado en Japón el 23 de noviembre de 2005 bajo una compañía discográfica independiente alemana-japonesa, Solitary Man Records.
Esta colección abarca 4 años de canciones de los álbumes Late at Night (1999), I Was Dead for 7 Weeks in the City of Angels (2001) y The Flame (2003).

## Lista de canciones
Todas las canciones escritas y compuestas por Amparo Llanos and Cristina Llanos. 
| N.º   | Título                     | Duración |  |
| 1.    | «My Secret People»         | 4:25     |  |
| 2.    | «The Flame»                | 2:24     |  |
| 3.    | «King George»              | 2:57     |  |
| 4.    | «Big Mistake»              | 3:45     |  |
| 5.    | «27 Years»                 | 2:13     |  |
| 6.    | «Better Day»               | 3:17     |  |
| 7.    | «Leave Me Alone»           | 2:35     |  |
| 8.    | «Weak Hour Of The Rooster» | 4:33     |  |
| 9.    | «D.J.»                     | 3:14     |  |
| 10.   | «Mi Sombrero»              | 2:42     |  |
| 11.   | «My Fault»                 | 2:26     |  |
| 12.   | «Cherry Lee»               | 3:32     |  |
| 38:03 |                            |          |  |

## Personal
Dover
- Cristina Llanos – Voz y guitarra
- Amparo Llanos – Guitarra
- Jesús Antúnez – Batería
- Álvaro Díez – Bajo